# Ekelsbeke
Ekelsbeke (Frans: Esquelbecq) is een gemeente in het Noorderdepartement (Frans: département du Nord), in de Franse Westhoek. De gemeente telde 2.143 inwoners op 1 januari 2022.

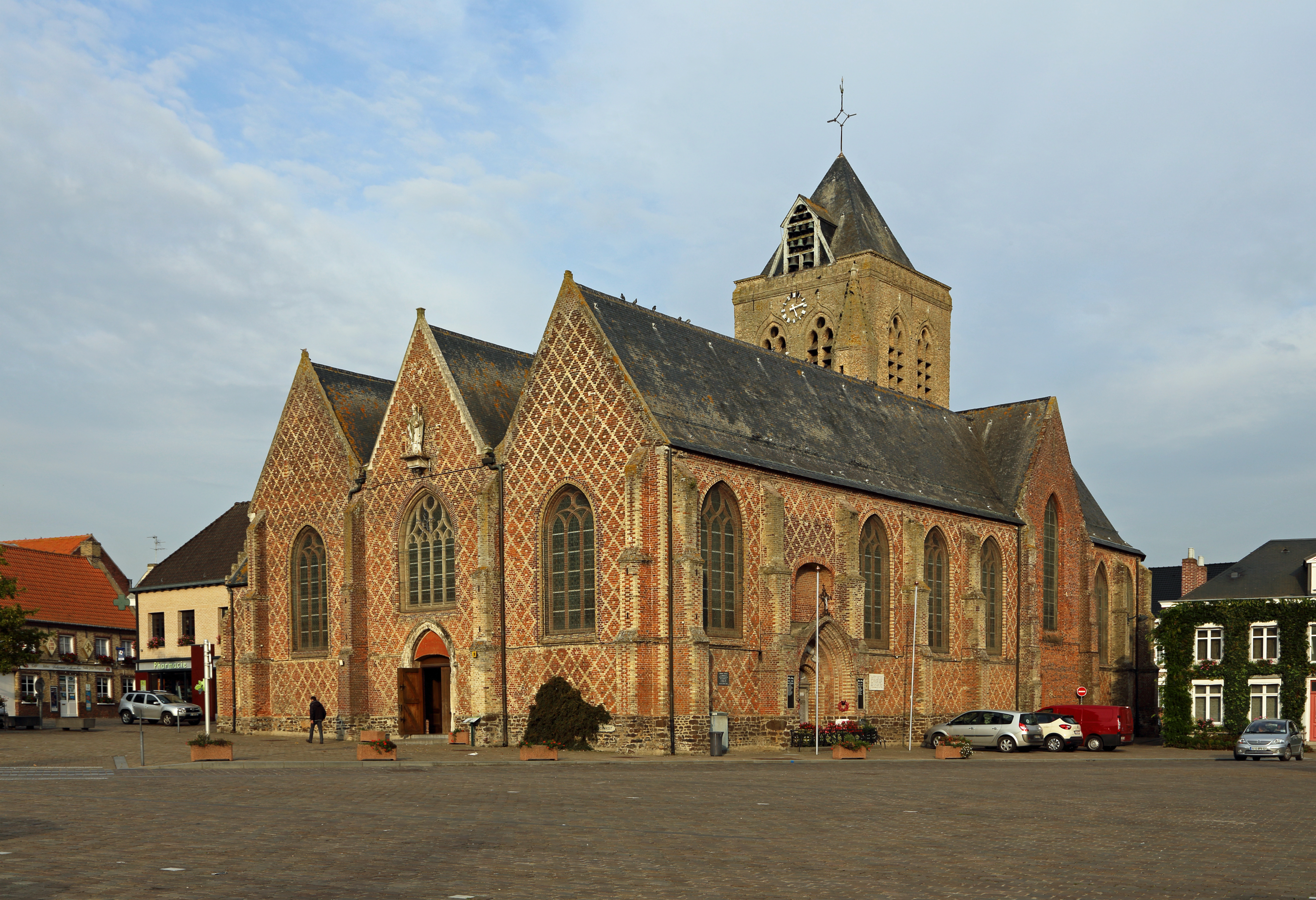
De Sint-Folquinuskerk

## Geschiedenis
De gemeente heeft een naam met Nederlandse oorsprong. Gelegen aan de IJzer in de aanwezigheid van vele eiken kreeg de plaats de naam 'Ekelsbeke' (Eikels beek) waarvan Esquelbecq de verfranste versie is.
De naam dook het eerst op in een 9e-eeuwse oorkonde van Sint-Bertinus. Het leven van Sint-Folkwin (Folquinus van Terwaan), een christen die de bevolking kerstende, staat erin beschreven. Folkwin, die van 817 tot 855 bisschop van Terwaan was, overleed in Ekelsbeke op 14 december 855.
Gevestigd nabij de IJzer was het stadje sinds dit tijdperk beschermd door een kasteel en een kasteelheer. Over het afgelegen gebouw met zijn bewoners is er uit deze periode nog geen document opgedoken. Van de middeleeuwen tot in 1821 heersten er vijf feodale families. De gebeurtenissen zijn met zekerheid gekend sinds het eind van de 13e eeuw, namelijk sinds 1299. In het jaar 1299 huwt Béatrix, de dochter van Thierry van Ekelsbeke, als enige erfgename, met Gauthier van Ghistelles.
Gedurende meerdere generaties blijft het kasteel in de familie: Jean, Gérard, Jean, Gauthier... Jeanne zal huwen met Louis d'Hallewyn. Men kan vermoeden dat de d'Hallewyns hun bezittingen moesten verkopen onder de Spaanse heerschappij. Deze verkoop had plaats op februari 1584. De koper was Valentin de Pardieu, geboren te Sint-Omaars en gouverneur van Grevelingen. Hierdoor werd hij de nieuwe landheer en graaf van Ekelsbeke.
Hij stierf tijdens de belegering van Doullens op 16 juli 1595 en had geen erfgenamen. Valentin de Pardieu had campagne gevoerd met keizer Karel V. Zijn neef, Levasseur de Guernonval zal de gronden krijgen. Hij wordt de eerste baron van Ekelsbeke in 1612 en wil zielsgraag de ruïnes van het dorp herstellen, hij laat het kasteel in 1606 restaureren en de kerk in 1610. Hij overlijdt in 1633.
Gedurende 225 jaar zal Ekelsbeke tot deze familie toebehoren. Louis de Guernonval werd er geboren in 1729 en was de laatste die in het begin van de 19e eeuw werd begraven in de crypte van de kerk van Sint-Folkwin. In 1790 werd de gemeente de hoofdplaats van het kanton dat zeven gemeenten bevatte. Maar dit duurt slechts twee jaar tot Wormhout, de belangrijkste gemeente, deze functie overneemt.
In 1976 verwoestte een grote brand de Sint-Folkwinkerk.  In 1978 werd de volledig gerestaureerde kerk met een orgel in Duitse barokstijl terug opengesteld.
In 1793 lijdt Ekelsbeke onder de razernij van de Franse Revolutie. Alles wat herinnerde aan het ancien régime werd vernield, geplunderd of opgeheven. Zo verdwenen bijvoorbeeld de ingemetselde wapenschilden van het kasteel. Op 23 augustus 1793 vond de slag van Ekelsbeke plaats: het belang voor het dorp hiervan was dat het kasteel zijn aanzien verloor.
19e eeuw: geruïneerd door de veldslag van 1793 en 15 dagen vijandelijke bezetting, zullen de Guernovals hun gebied verlaten en verkopen ze het in 1821 aan een Rijsels handelaar, Louis Colombier. Hij stond aan de wieg van de bloei van de gemeente door het verkrijgen van een spoorwegpassage en de bouw van een station. De komst van de eerste treinen in 1848 zorgde voor de vestiging van industrieën en handel.
Alphonse Bergerot, getrouwd met de kleindochter van Louis Colombier was er 56 jaar (van 1852 tot 1908) burgemeester. Hij drukte zijn stempel op het dorp, in 1857 schreef hij tezamen met Iepers stadsarchivaris Isidore Diegerick de geschiedenis van het kasteel en zijn heersers. Hij richtte het bejaardentehuis op en de Sint-Jozefschool in 1888.
Eerste Wereldoorlog: Een pijnlijke periode waarbij zo'n 80 Ekelsbekenaars het leven lieten. Bij een groot Duits offensief op de Vlaamse Heuvels in april 1918, werden duizenden soldaten die van het nabije front terugkeerden er verzorgd. Meer dan 600 onder hen bezweken aan hun verwondingen, het mosterdgas of aan ziekte en werden begraven in een geïmproviseerd kerkhof aan de kant van de stationsweg. In april 1918 werden de gesneuvelden herbegraven in een meer afgelegen terrein dat was geschonken door de Franse Staat.
Tweede Wereldoorlog: De bezetting van het dorp begint in mei 1940 na een gruwelijk gevecht. Zeventig Britse soldaten werden afgeslacht onder het bevel van de SS bij een open plein in het bos. Een gedenkteken dat getuigt van deze oorlogsmisdaad is opgericht bij de route de Wormhout.

## Bezienswaardigheden

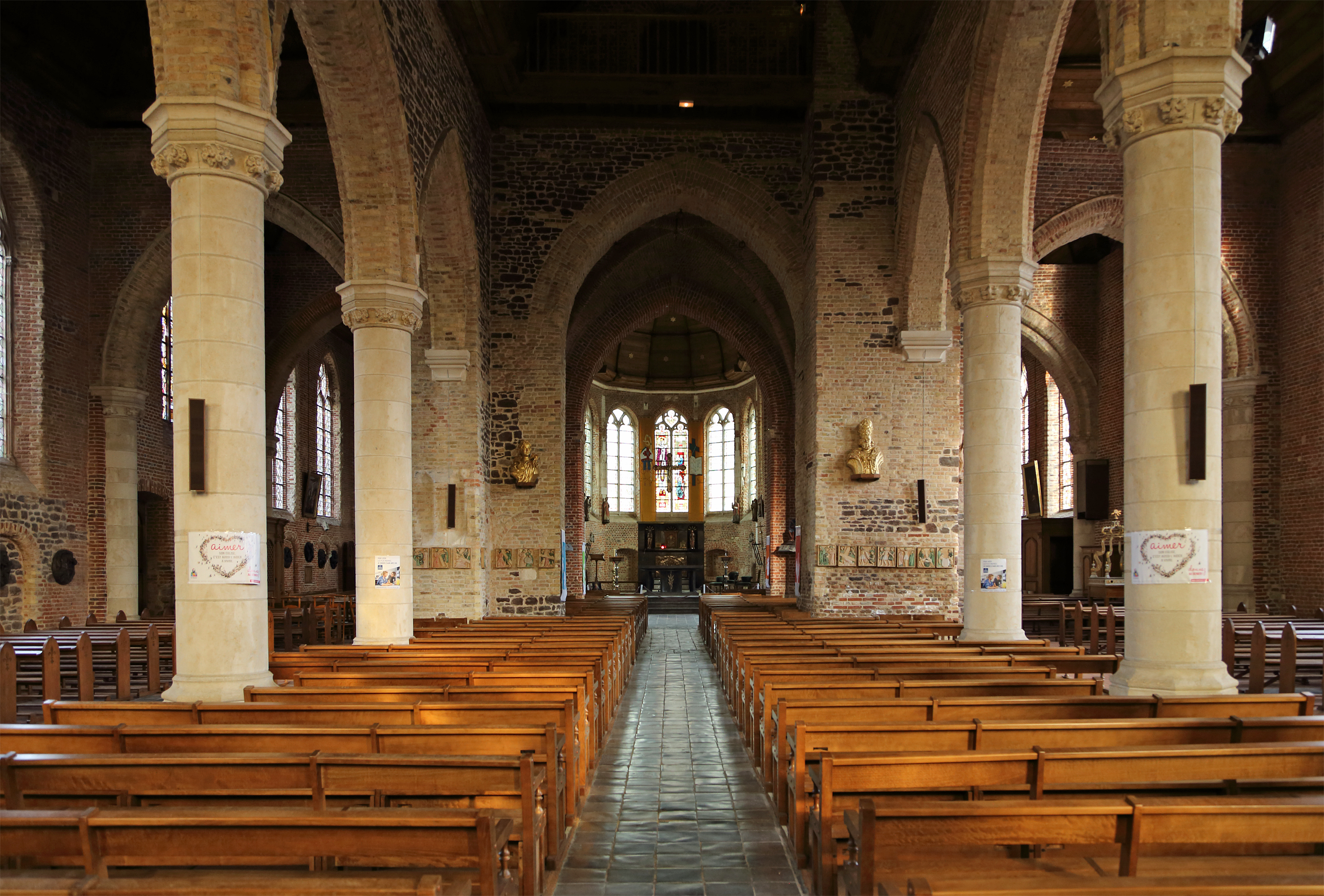
Interieur van de Sint-Folquinuskerk
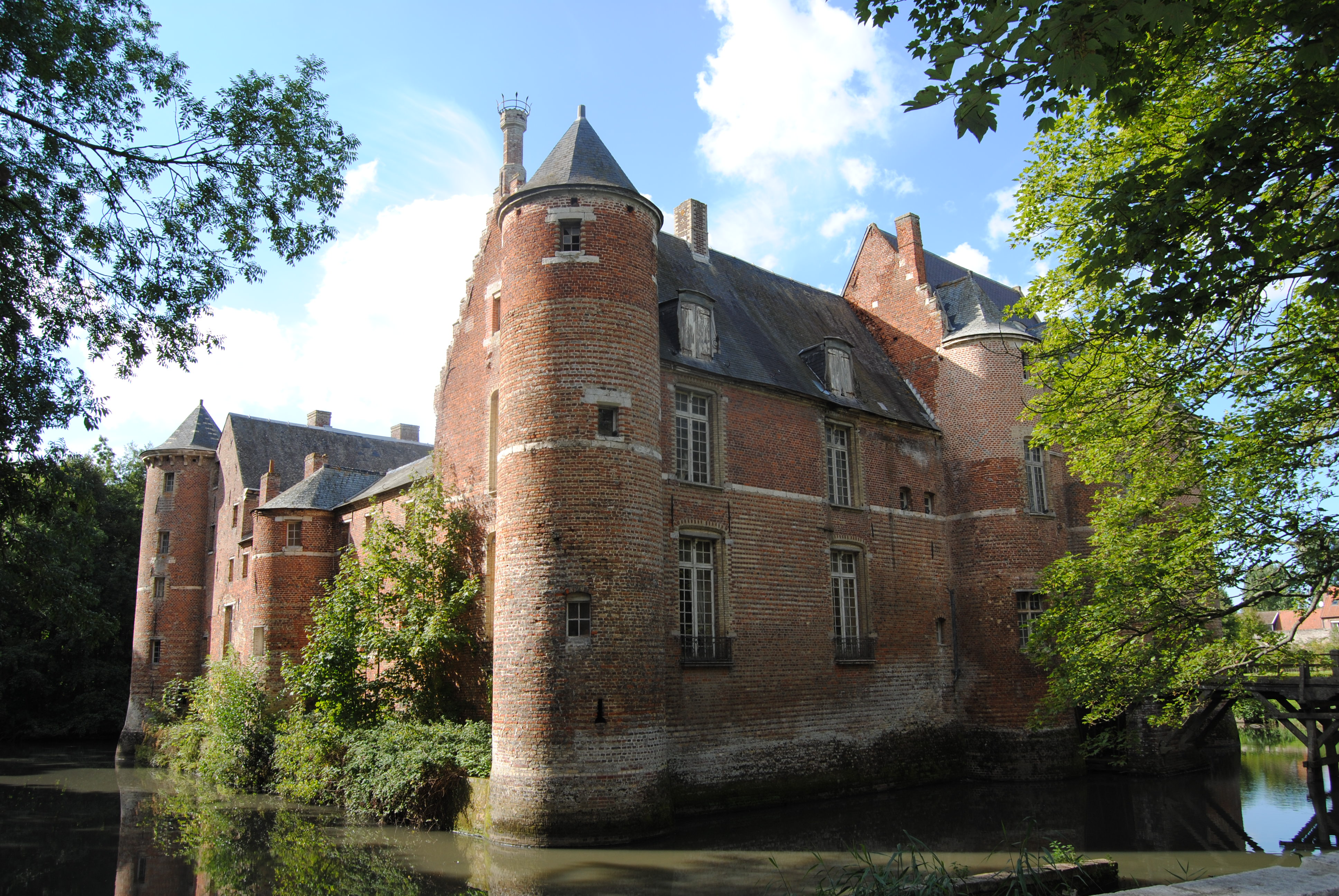
Het Kasteel van Ekelsbeke
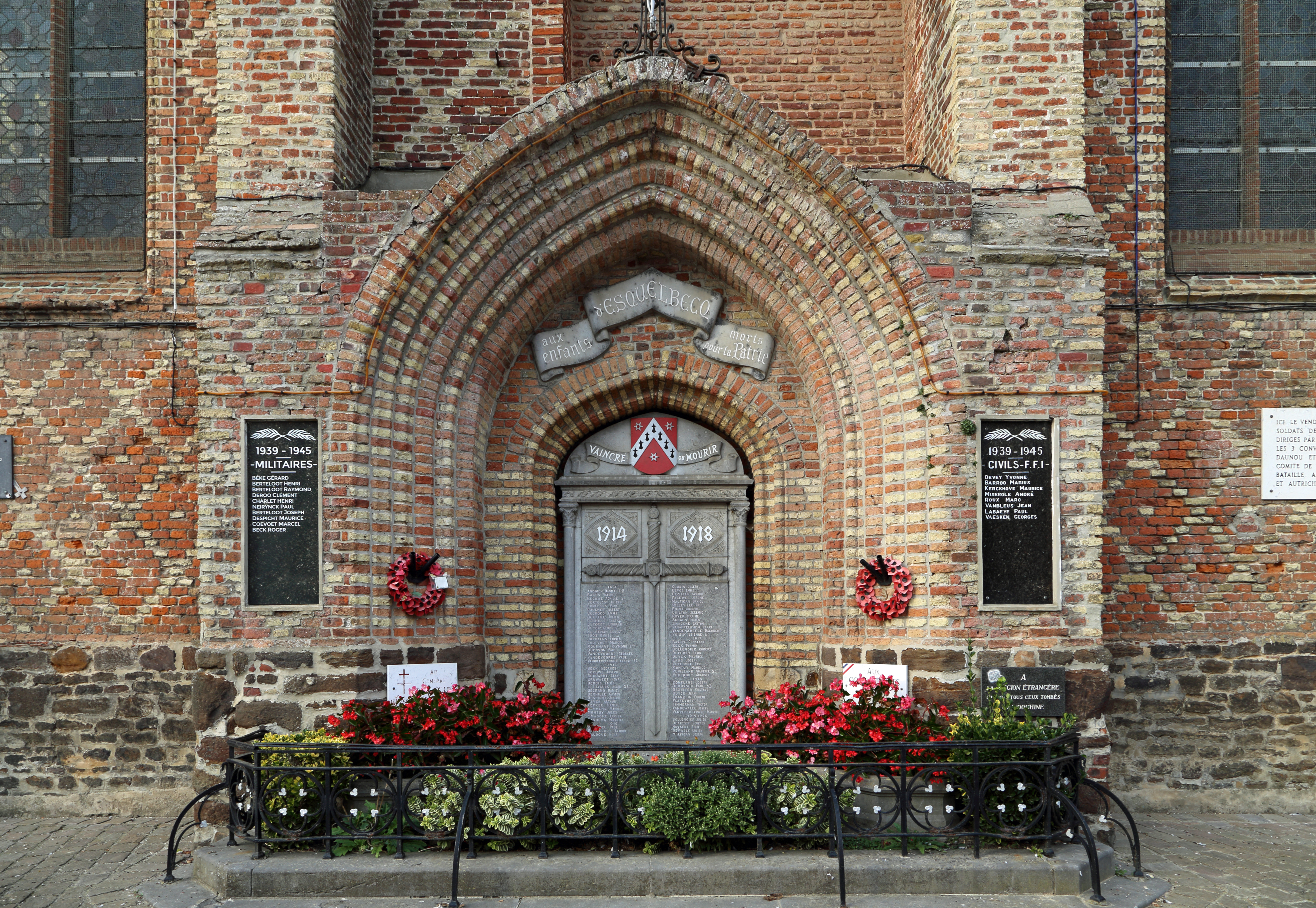
Oorlogsgedenkteken aan de zuidmuur van de kerk

- De Sint-Folquinuskerk (Église Saint-Folquin)
- Het Kasteel van Ekelsbeke, geklasseerd als monument historique.
- Het Automatenmuseum van Ekelsbeke (Musée des Gigottos Automates Esquelbecq) met bewegende en muziek makende folkloristische poppen.
- Esquelbecq Military Cemetery, een Britse militaire begraafplaats met meer dan 600 gesneuvelden uit de beide wereldoorlogen.
- Op de gemeentelijke Begraafplaats van Ekelsbeke bevinden zich eveneens twee Britse oorlogsgraven.

## Natuur en landschap
Ekelsbeke ligt aan de IJzer. De plaats ligt in het Houtland op een hoogte van 11-29 meter. De kom ligt op 21 meter hoogte.

## Geografie
De oppervlakte van Ekelsbeke bedroeg op 1 januari 2022 12,7 vierkante kilometer; de bevolkingsdichtheid was toen 168,7 inwoners per km².

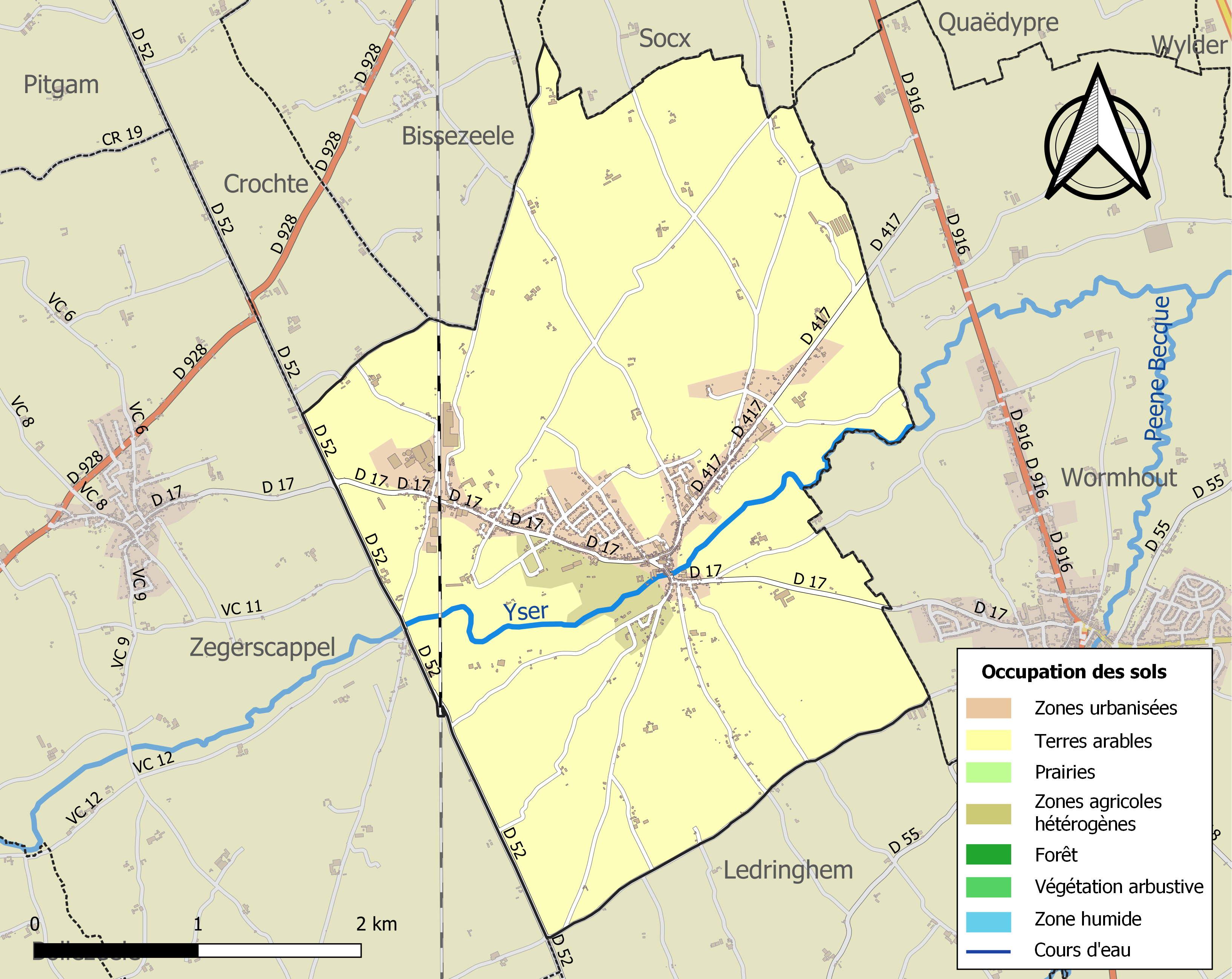
Kaart van de gemeente met belangrijkste infrastructuur, bodemgebruik en omliggende gemeenten

## Demografie
Onderstaande figuur toont het verloop van het inwonertal (bron: INSEE-tellingen).

## Verkeer
In het Station Esquelbecq stoppen de treinen van het openbaar vervoersnetwerk TER Nord-Pas-de-Calais die op de lijn Atrecht-Duinkerke rijden.

## Nabijgelegen kernen
Zegerskappel, Bissezele, Soks, Wormhout, Ledringem, Bollezele